# Rannapungerja
Rannapungerja (tyska: Ranna-Pungern) är en by (estniska: küla) i Tudulinna  kommun i landskapet Ida-Virumaa i nordöstra Estland. Byn ligger vid vägskälet där Riksväg 3 (E264) möter Riksväg 88, nära nordvästra stranden av sjön Peipus, där den meandrande ån Rannapungerja jõgi har sitt utflöde.
I kyrkligt hänseende hör byn till Tudulinna församling inom den Estniska evangelisk-lutherska kyrkan.

## Galleri

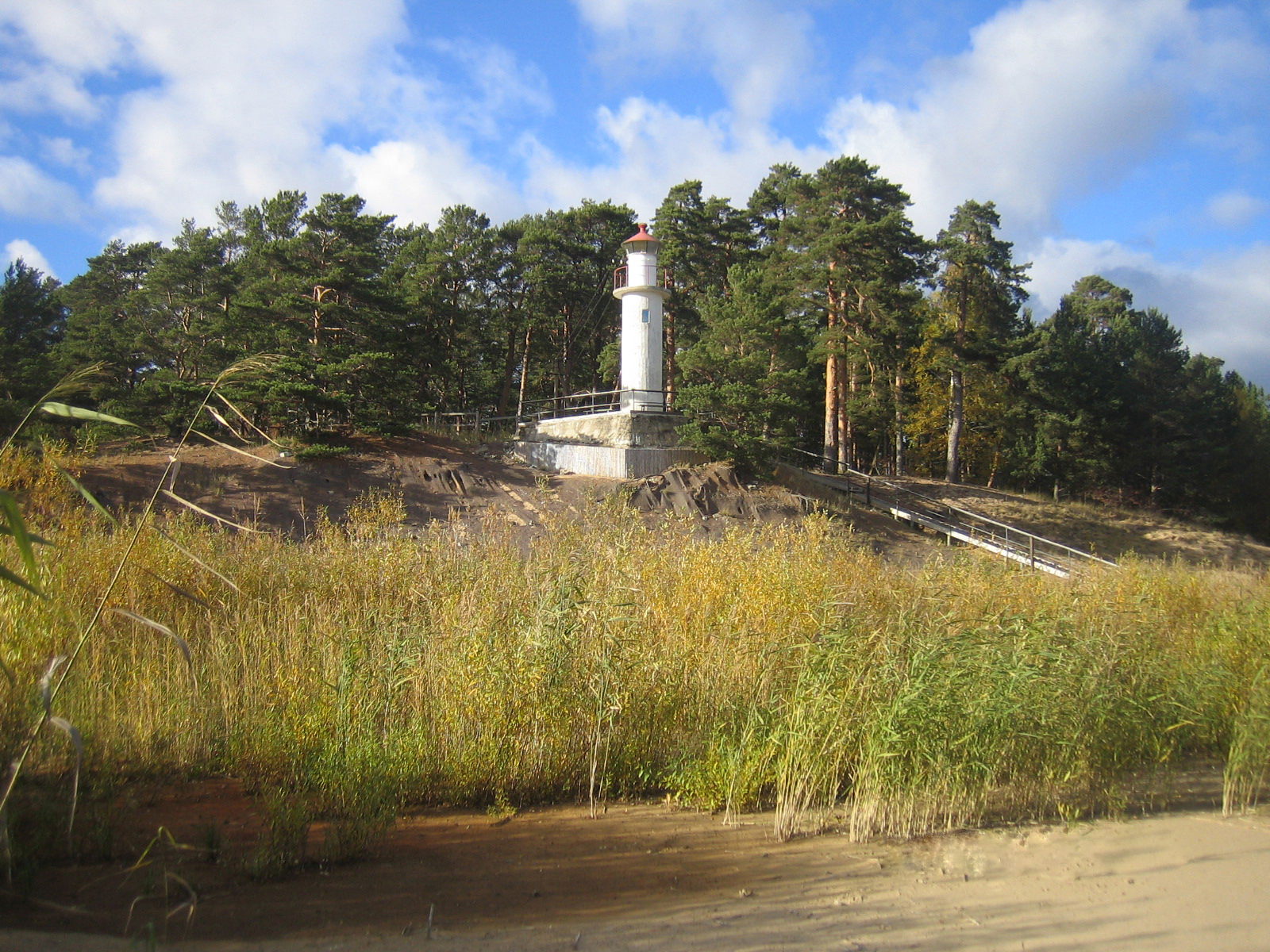
Fyrtornet.
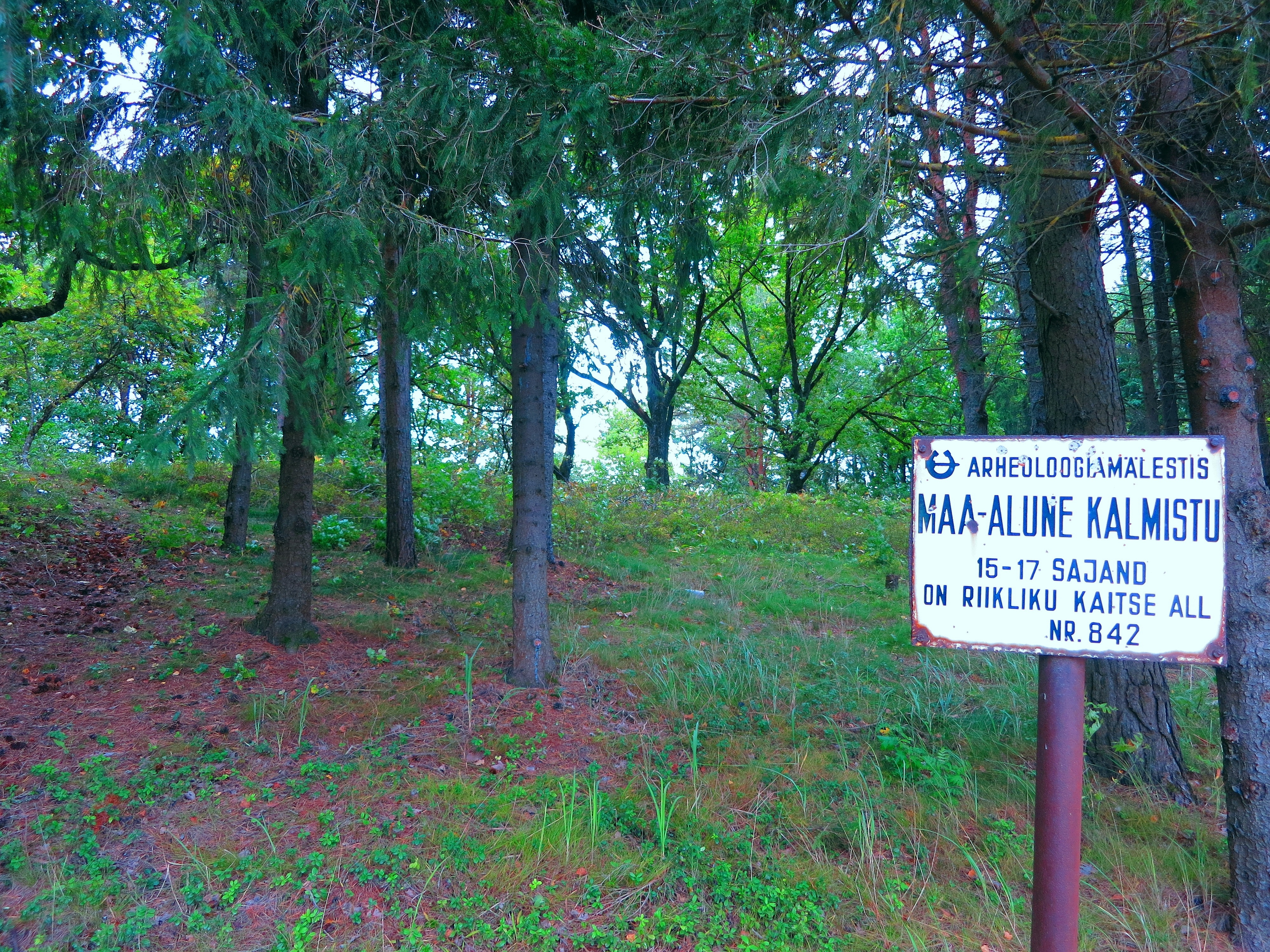
Gamla kyrkogården.
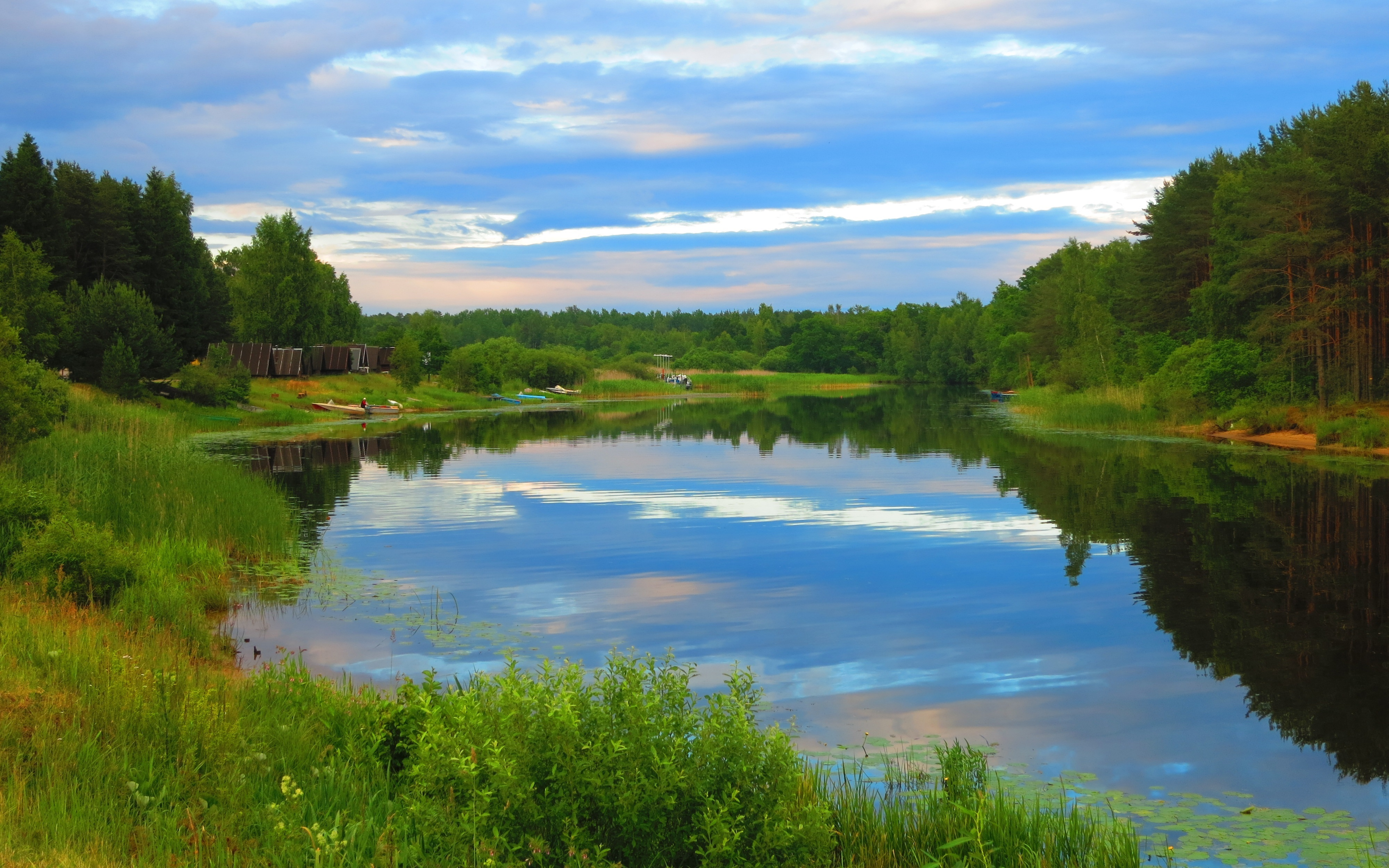
Ån Rannapungerja jõgi.
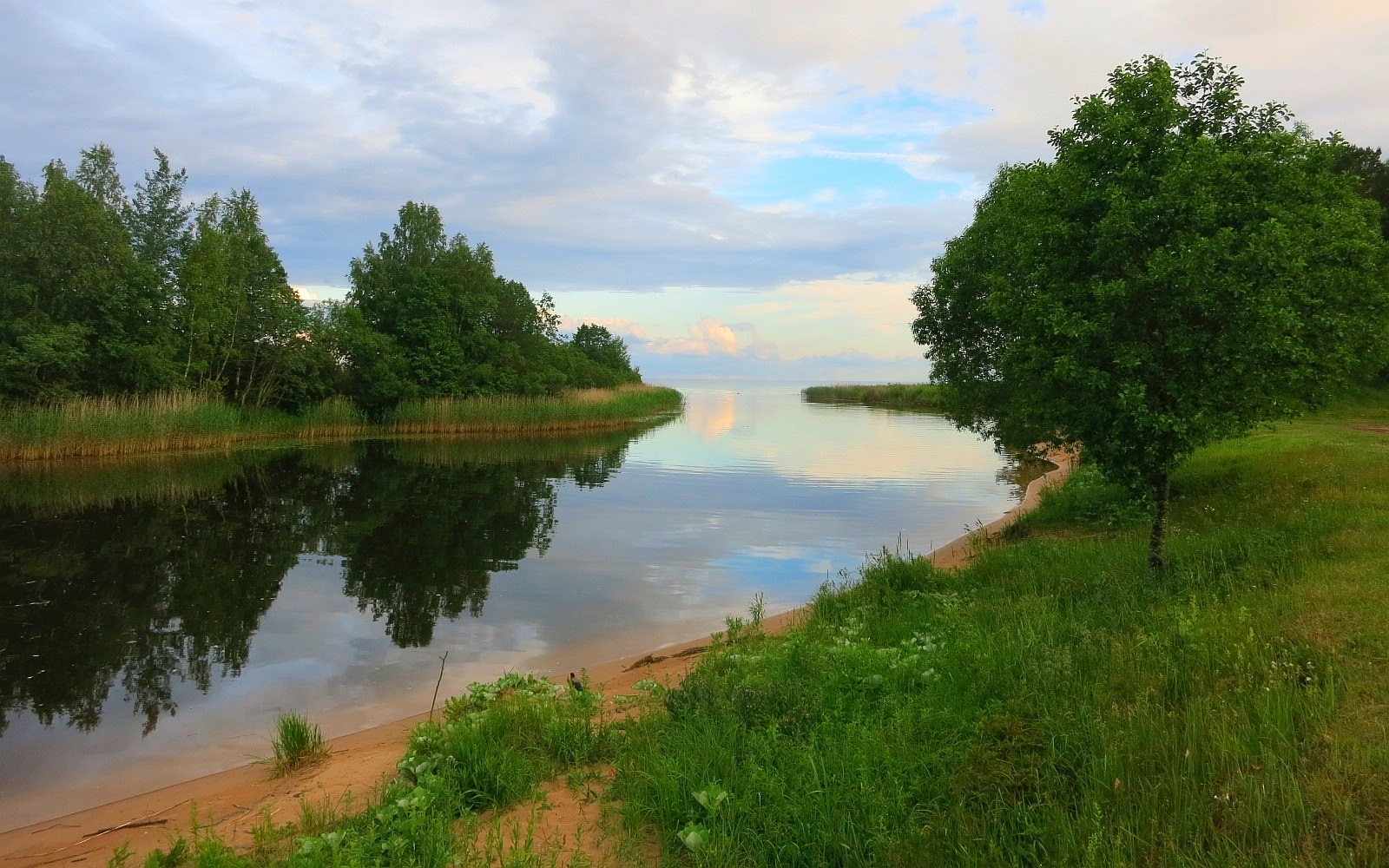
Mynningen till Rannapungerja jõgi.
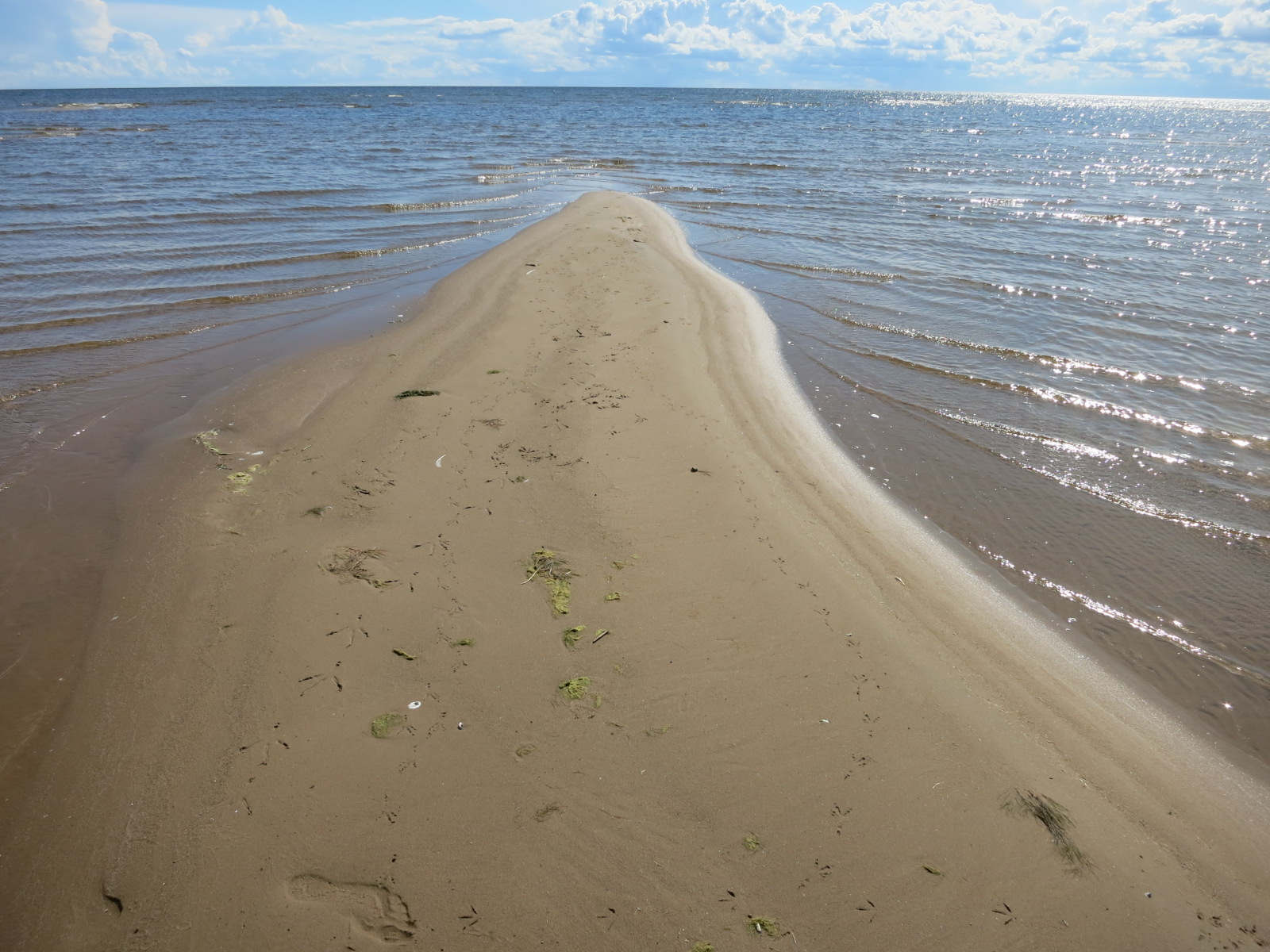
Sjön Peipus.